# Hadjer Mecerrem
Hadjer Mecerrem (ar. هاجر مسرم; ur. 23 sierpnia 1996) – algierska judoczka.
Startowała w Pucharze Świata w 2015 i 2018. Siódma na igrzyskach śródziemnomorskich w 2018. Brązowa medalistka igrzysk afrykańskich w 2019. Wicemistrzyni Afryki w 2019 i trzecia w 2018 roku.